# José de Sierra Cárdenas
José de Sierra Cárdenas (Córdoba, 29 de abril de 1809-Madrid, 21 de julio de 1883) fue un hacendista y político español.  

## Biografía
Ingresa en 1831 como escribiente en la Superintendencia General de Hacienda. En 1837 asciende a escribiente de primera clase, en 1839 a oficial de octava y en 1851 ya es oficial de primera. subdirector segundo de la Dirección General del Tesoro Público al año siguiente, alcanza —en 1854— el cargo de director y es elegido diputado a Cortes por Alicante. En 1856 es nombrado director general del Tesoro y, en 1861, director general de la Deuda Pública. En 1863 es presidente de la Sección de Hacienda del Consejo de Estado, siendo nombrado el 4 de marzo de ese año ministro de Hacienda hasta su cese el agosto siguiente en que es designado senador vitalicio. Tras la restauración borbónica en España fue senador por Córdoba en 1876, siendo nuevamente vitalicio en 1877.